# 三月三十一日峰

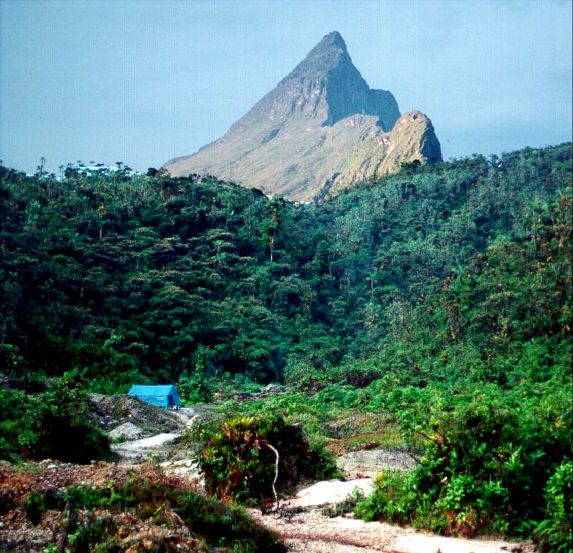
内布利纳峰与右侧的三月三十一日峰

三月三十一日峰（發音：[ˈpiku ˈtɾĩtɐ jũ dʒi ˈmaʁsu]），为巴西第二高峰，海拔2,973米，为巴西最高峰内布利纳峰的辅峰。该峰位于巴西、委内瑞拉边界处。
该峰于1954年发现，几年后，也就是1964年3月31日，巴西发生軍事政变，称作“三月三十一日革命”，该峰随之命名。委内瑞拉一方则称此峰为Phelps峰。